# Hôtel de la Monnaie (Rouen)
Pour les articles homonymes, voir Hôtel de la Monnaie.
L'hôtel de la Monnaie est un ancien atelier monétaire de Rouen.

## Situation
L'hôtel de la Monnaie était situé entre les rues Herbière et Saint-Éloi. En face se trouvait l'ancien Jeu de Paume des Braques. Il occupait avant sa division et sa démolition une surface de 2 108 m2.

## Historique
La fondation de l'atelier monétaire de Rouen paraît remonter à Charles le Chauve (853). En activité sous les ducs de Normandie, des roumois y sont frappés. Une charte du XIIe siècle mentionne auprès de la rue Ganterie une Maison de la Monnaie.
Ce serait à la fin du 3e quart du XVIe siècle que serait construit le bâtiment rue Saint-Éloi. Il est complété d'un bâtiment en bois et pierre rue Herbière sous le règne de Louis XIII.
Rétabli en 1803, il est supprimé en 1848, mais utilisé jusqu'en 1852. Il est définitivement fermé en 1858 et transformé en caserne pour la Douane.
En 1910, l'hôtel est proposé à la vente et à la démolition, celle-ci ayant déjà été entamée par l'installation d'une école, pour ne le réduire qu'aux bâtiments formant façade sur la rue Saint-Éloi.
En 1944, avec les bombardements de la « semaine rouge », toute trace matérielle de l'édifice a été gommée.

## Description
François Farin dit que « l'Hôtel de la Monnaie est le plus beau qui soit en France, si l'on considère ses bâtiments et sa fonderie », éloge soutenu par Michel Toussaint Chrétien Duplessis dans sa Description géographique et historique de la Haute-Normandie. 
L'ingénieur Lemasson, dans un mémoire de l'an XI, le décrit ainsi : « L'Hôtel de la Monnaie de Rouen est très vieux. Ce qui le caractérise est une quantité de bâtiments incohérents qui occupent une grande surface. Cependant, cette réunion de petits bâtiments, autour de petites cours, renferme tout ce qui est nécessaire, utile et même commode pour cet hôtel. Le plus ancien de ces bâtiments, le long de la rue Saint-Eloi, est tout entier en pierre de taille et est bâti dans le style de l'architecture de Philibert Delorme. Peut-être est-il de lui ou de l'un de ses admirateurs ». Il compare cette partie au château de La Mailleraye[Où ?] pour le profil et l'appareillage en pierre de Saint-Leu.
L'écusson sculpté de la cour intérieure, représentant les armes royales de France, entourées du cordon de l'ordre de Saint-Michel et flanquées des lettres F F couronnées, est conservé au musée des antiquités.